# Anhugger
En anhugger  er en bygningshåndværker, som typisk arbejder sammen med en kranfører om at udføre løfteopgaver, typisk flytning af tunge genstande på byggepladser og lignende. 

## Beskrivelse
En anhugger vil typisk fastgøre en tung genstand, kaldet lasten eller byrden, til en kran eller anden anordning ved hjælp af sjækler, kabler, kæder, kroge, klemmer eller stropper, hvorefter lasten ved hjælp af kran, (kæde-) talje, spil, hejs eller lift kan flyttes. Inden løftet er belastningsberegninger oftest nødvendige. Anhuggere bruger forskellige ophængningsteknikker, fx for at få deres last rundt om forhindringer på en byggeplads eller læsseplads eller lignende, fx en koncertscene, til den ønskede placering.
Anhugning er potentielt farligt arbejde, som er underlagt detaljerede sikkerhedsregler. De danske regler angiver således bl.a. retningslinjer for anhuggers kommunikation med kranfører, anhugning af byrden, som skal flyttes, foruden selve løftet, transporten og afsætningen af byrden, samt håndtering af værktøj og redskaber.